# Caterina di Sassonia-Lauenburg (1400-1450)
Caterina di Sassonia-Lauenburg (1400 – 22 settembre 1450) fu principessa di Sassonia-Lauenburg, signora di Werle-Güstrow e duchessa consorte di Meclemburgo, di cui fu reggente dal 1422 al 1436.

## Biografia
Caterina era figlia di Eric IV e della moglie Sofia di Braunschweig-Lüneburg.
In prime nozze, sposò Giovanni VII di Werle, che morì già nel 1414. Rimasta vedova sposò in seguito il duca Giovanni IV di Meclemburgo ed alla sua morte nel 1422, dopo sei anni di matrimonio, assunse sino al 1436 la reggenza del ducato di Meclemburgo per i loro figli ancora minorenni.
Viene menzionata per l'ultima volta in un documento del 23 luglio 1448. Per alcuni sarebbe morta nel mese di novembre, mentre secondo Hans Witte sarebbe morta il Mauritientag (22 settembre) del 1450.

## Discendenza
- Enrico (1417-1477);
- Giovanni (1418-1442).

## Ascendenza
|                                             |                                             |                                                                     | Genitori                                        |  |  | Nonni |  |  | Bisnonni                              |  |  | Trisnonni                                |  |
|                                             |                                             |                                                                     |                                                 |  |  |       |  |  | Eric I, II duca di Sassonia-Lauenburg |  |  | Giovanni I, I duca di Sassonia-Lauenburg |  |
|                                             |                                             |                                                                     |                                                 |  |  |       |  |  | Eric I, II duca di Sassonia-Lauenburg |  |  | Giovanni I, I duca di Sassonia-Lauenburg |  |
|                                             |                                             | Ingeborg Birgersdotter                                              |                                                 |  |  |       |  |  | Eric I, II duca di Sassonia-Lauenburg |  |  |                                          |  |
| Eric II, III duca di Sassonia-Lauenburg     |                                             |                                                                     |                                                 |  |  |       |  |  | Eric I, II duca di Sassonia-Lauenburg |  |  |                                          |  |
|                                             |                                             | Elisabetta di Pomerania                                             | Boghislao IV, I duca di Pomerania-Wolgast       |  |  |       |  |  |                                       |  |  |                                          |  |
|                                             |                                             | Elisabetta di Pomerania                                             | Boghislao IV, I duca di Pomerania-Wolgast       |  |  |       |  |  |                                       |  |  |                                          |  |
|                                             |                                             | Elisabetta di Pomerania                                             | Margherita di Rügen                             |  |  |       |  |  |                                       |  |  |                                          |  |
| Eric IV, IV duca di Sassonia-Lauenburg      |                                             | Elisabetta di Pomerania                                             |                                                 |  |  |       |  |  |                                       |  |  |                                          |  |
|                                             |                                             | Giovanni III, III conte di Holstein-Plön e V conte di Holstein-Kiel | Gerardo II, I conte di Holstein-Plön            |  |  |       |  |  |                                       |  |  |                                          |  |
|                                             |                                             | Giovanni III, III conte di Holstein-Plön e V conte di Holstein-Kiel | Gerardo II, I conte di Holstein-Plön            |  |  |       |  |  |                                       |  |  |                                          |  |
|                                             |                                             | Giovanni III, III conte di Holstein-Plön e V conte di Holstein-Kiel | Agnese di Brandeburgo                           |  |  |       |  |  |                                       |  |  |                                          |  |
| Agnese di Holstein-Kiel                     |                                             | Giovanni III, III conte di Holstein-Plön e V conte di Holstein-Kiel |                                                 |  |  |       |  |  |                                       |  |  |                                          |  |
|                                             |                                             | Caterina di Głogów                                                  | Enrico III, II duca di Głogów                   |  |  |       |  |  |                                       |  |  |                                          |  |
|                                             |                                             | Caterina di Głogów                                                  | Enrico III, II duca di Głogów                   |  |  |       |  |  |                                       |  |  |                                          |  |
|                                             |                                             | Caterina di Głogów                                                  | Matilde di Brunswick-Lüneburg                   |  |  |       |  |  |                                       |  |  |                                          |  |
| Caterina di Sassonia-Lauenburg              |                                             | Caterina di Głogów                                                  |                                                 |  |  |       |  |  |                                       |  |  |                                          |  |
|                                             | Magnus I, IV duca di Brunswick-Wolfenbüttel | Alberto II, III duca di Brunswick-Wolfenbüttel                      |                                                 |  |  |       |  |  |                                       |  |  |                                          |  |
|                                             | Magnus I, IV duca di Brunswick-Wolfenbüttel | Alberto II, III duca di Brunswick-Wolfenbüttel                      |                                                 |  |  |       |  |  |                                       |  |  |                                          |  |
|                                             | Magnus I, IV duca di Brunswick-Wolfenbüttel | Rixa di Werle                                                       |                                                 |  |  |       |  |  |                                       |  |  |                                          |  |
| Magnus II, V duca di Brunswick-Wolfenbüttel | Magnus I, IV duca di Brunswick-Wolfenbüttel |                                                                     |                                                 |  |  |       |  |  |                                       |  |  |                                          |  |
|                                             |                                             | Sofia di Brandenburgo-Landsberg                                     | Enrico I, I margravio di Brandenburgo-Landsberg |  |  |       |  |  |                                       |  |  |                                          |  |
|                                             |                                             | Sofia di Brandenburgo-Landsberg                                     | Enrico I, I margravio di Brandenburgo-Landsberg |  |  |       |  |  |                                       |  |  |                                          |  |
|                                             |                                             | Sofia di Brandenburgo-Landsberg                                     | Agnese di Baviera                               |  |  |       |  |  |                                       |  |  |                                          |  |
| Sofia di Brunswick-Wolfenbüttel             |                                             | Sofia di Brandenburgo-Landsberg                                     |                                                 |  |  |       |  |  |                                       |  |  |                                          |  |
|                                             |                                             | Bernardo III, IV principe di Anhalt-Bernburg                        | Bernardo II, II principe di Anhalt-Bernburg     |  |  |       |  |  |                                       |  |  |                                          |  |
|                                             |                                             | Bernardo III, IV principe di Anhalt-Bernburg                        | Bernardo II, II principe di Anhalt-Bernburg     |  |  |       |  |  |                                       |  |  |                                          |  |
|                                             |                                             | Bernardo III, IV principe di Anhalt-Bernburg                        | Elena di Rügen                                  |  |  |       |  |  |                                       |  |  |                                          |  |
| Caterina di Anhalt-Bernburg                 |                                             | Bernardo III, IV principe di Anhalt-Bernburg                        |                                                 |  |  |       |  |  |                                       |  |  |                                          |  |
|                                             |                                             | Agnese di Sassonia                                                  | Rodolfo I, I principe elettore di Sassonia      |  |  |       |  |  |                                       |  |  |                                          |  |
|                                             |                                             | Agnese di Sassonia                                                  | Rodolfo I, I principe elettore di Sassonia      |  |  |       |  |  |                                       |  |  |                                          |  |
|                                             |                                             | Agnese di Sassonia                                                  | Giuditta di Brandeburgo                         |  |  |       |  |  |                                       |  |  |                                          |  |
|                                             |                                             | Agnese di Sassonia                                                  |                                                 |  |  |       |  |  |                                       |  |  |                                          |  |

| Controllo di autorità | VIAF (EN) 2608155466468402160002 · GND (DE) 118263351X |